# Estenas
Estenas es una pedanía del municipio de Utiel, en la Comunidad Valenciana. A unos ocho kilómetros del Santuario del Remedio, en la sierra del Negrete, la aldea  tiene apenas treinta habitantes.

## Situación
Estenas es una localidad pedánea del municipio de Utiel, enclavada entre montañas, a 918 metros sobre el nivel del mar, en una zona de pinares, y a unos 8 kilómetros del Santuario de la Virgen del Remedio, en la sierra del Negrete, como altitud máxima 1.306 metros. 

## Demografía
La pedanía cuenta con un total de 30 habitantes censados, la mayoría de ellos viven de continuo en la localidad.

## Clima
El clima de Estenas es de tipo mediterráneo con tintes de continental, además, está situado a una elevada altitud y entre montañas, lo que favorece la inversión térmica. Sufre veranos calurosos, superando muchas veces los 35 grados y rozando en ciertas ocasiones cifras superiores, aunque con una gran oscilación térmica, siendo rara la vez que superan mínimas de 15-17 grados en dicha localidad en la época de estío. Los inviernos son muy rigurosos, bajándose usualmente la barrera de los -10 grados y con nevadas, normalmente entre diciembre y marzo. En primavera y verano, principalmente en época estival, suele sufrir los vientos de solano, vientos de procedencia marítima que ayudan a refrescar el ambiente y a subir la humedad, usualmente por debajo del 10-20 % durante el verano. 
- Datos: Q5849287
- Multimedia: Estenas / Q5849287